# Podział administracyjny Rumunii
Podział administracyjny Rumunii jest bardzo scentralizowany i prosty w porównaniu do systemów administracji terytorialnej w innych krajach Unii Europejskiej.
Kraj dzieli się na:
- 8 regionów rozwoju (regiuni de dezvoltare) - ich zadaniem jest przede wszystkim koordynacja rozwoju okręgów wchodzących w ich skład. Po wejściu Rumunii do Unii Europejskiej odpowiadają poziomowi NUTS-2.
- 41 okręgów (județe) oraz miasto Bukareszt.
- 2686 gmin wiejskich oraz 265 gmin miejskich i miast.

Między miastami a gminami nie ma innych jednostek administracyjnych. W skład gmin wchodzą wsie, niemające jednak oddzielnej administracji. W Rumunii obecnie są 13 092 wsie.
Status specjalny ma miasto Bukareszt, które działa na prawach okręgu i podzielone jest na sześć sektorów mających odrębne urzędy, podlegające głównemu urzędowi miasta.